# Edgewood (New Mexico)
Edgewood is een plaats (town) in de Amerikaanse staat New Mexico, en valt bestuurlijk gezien onder Santa Fe County.

## Demografie
Bij de volkstelling in 2000 werd het aantal inwoners vastgesteld op 1893.
In 2006 is het aantal inwoners door het United States Census Bureau geschat op 1810, een daling van 83 (-4,4%).

## Geografie
Volgens het United States Census Bureau beslaat de plaats een oppervlakte van
22,6 km², geheel bestaande uit land. Edgewood ligt op ongeveer 1968 m boven zeeniveau.

## Plaatsen in de nabije omgeving
De onderstaande figuur toont nabijgelegen plaatsen in een straal van 20 km rond Edgewood.